# Hartwick (CDP, New York)
Pour les articles homonymes, voir Hartwick.
Hartwick est une census-designated place du comté d'Otsego, dans l'État de New York, aux États-Unis,. En 2020, elle compte une population de 547 habitants.